# Kazimierz Bartel
Kazimierz Bartel född 3 mars 1882 i Lwów, död där 26 juli 1941, var en polsk politiker. Han tjänade som premiärminister i fem regeringar mellan 1926 och 1930 och var professor i matematik vid universitet i Lwów. 

## Biografi
Bartel var medlem av deputeradekammaren och blev efter Józef Piłsudskis statskupp i maj 1926 konseljpresident i den av Piłsudski dirigerade regeringen, vilken genomförde en författningsrevision, som gav statspresidenten och regeringen en starkare ställning mot parlamentet. Då kabinettet i september 1926 avgick, blev Bartel vice konseljpresident i ett kabinett under Piłsudski. Detta demissionerade i juni 1928, då Bartel åter blev regeringschef och kvarstod som sådan till april 1929. Hans avgång innebar en seger för den militära falangen inom Piłsudskis styre.
1930 övergav han politikerbanan och därefter återvände han till högskolan. Efter sovjetiskt övertagande av östra Polen fick han fortsätta att undervisa, men 1941 när Tyskland ockuperade Lwów blev han arkebuserad av Gestapo på personlig order av Heinrich Himmler, när han vägrade att ställa upp i en marionettregering.